# Strigula taylorii
Strigula taylorii är en lavart som först beskrevs av Carroll ex Nyl., och fick sitt nu gällande namn av R. C. Harris. Strigula taylorii ingår i släktet Strigula och familjen Strigulaceae.   Inga underarter finns listade i Catalogue of Life.